# 武芸 (日本)
武芸（ぶげい）とは、日本の古代から中世、近世初期までにおいて、軍の兵卒や武官、武士などが当時の戦場で戦うために訓練した技芸のこと。

## 武芸総論
日本で鉄器の武器が導入されたのは弥生時代に入ってからである。
『後漢書』倭人伝では「其兵有矛楯木弓竹矢 或以骨為鏃」と記されているが、『魏志倭人伝』では「兵用矛楯木弓木弓短下長上竹箭或鉄鏃或骨鏃」とあり、西暦200年代頃の倭において矛、盾、木弓と鉄或いは骨の鏃が用いられていて、木弓は下が短く上が長い弓との記述がある。
大和朝廷の成立した時代には、大伴氏や物部氏などが軍事を担った氏族として存在した。日本最古の史書といえる『日本書紀』の綏靖天皇の条に「武芸」の語が見え、また『日本書紀』や『古事記』に矛、剣、刀、弓、捔力（相撲）などの記述が見られる。
古墳時代までには馬が軍馬として用いられ、産馬が東北日本まで拡がって盛んとなった。長弓はより長大となり、現在の和弓ほどとなった。
律令制が整った時代の律令官制の軍制は兵部省が司っていた軍団兵士制であった。その戦闘訓練として武官の律令制式の武芸があり、戦術は軍団として組織立った集団戦が中心だった。天武天皇は武官に対して用兵・乗馬の訓練に関する発令をし、大宝律令と養老律令を通じて学制で騎兵隊が強調された。また、文武天皇が慶雲五年六月（704年）に諸国の兵士に武芸を習わせたことや、聖武天皇の神亀元年（724年）に坂東9カ国の軍三万が騎射の教習と軍陣の訓練を受けるようになったとの記事が残されている。なお、当時は弩も使用していた。
その後、軍団兵士制から健児制を挟みつつ国衙軍制へと移行するが、この時に武装を朝廷や国衙から公認された「下級貴族（諸大夫）」、「下級官人（侍）」、「有力者の家人（侍）」からなる人々は「最初期の武士」であり、また、この国衙軍制の軍には7世紀から9世紀の間に大和に帰服して俘囚となった蝦夷（蝦夷は短弓を用いた）もおり、蝦夷の蕨手刀は和人へ伝わり太刀の源流となった。
そして国衙軍制における「最初期の武士」は10世紀に成立した「新式の武芸」を家芸として兵の家（つわもののいえ）とされ、これを母体として武士となった。
武士の戦法は騎射が主であるが、条件が整うと一騎討ちとなった。主力武器は長弓であり、そのほかに太刀、長巻、薙刀、鎧通しなどを用い、矢合わせと打物での斬りあいのあと組討に至るかたちであった。 
鎌倉時代後期の元寇において元軍が用いた集団戦への対応などから変化が生じ、日本でも足軽などの徒歩の兵を組織した集団戦へと変化した。このことに適した武器として長柄の刺突武器が見直されたため槍が主力武器となり、さらに火薬を用いた火器である火縄銃が伝来して普及した。
江戸時代に入り、天下泰平の世になると江戸幕府や各藩に置かれた軍制は約250年間戦争をほぼ経験しないまま存続し、幕末の内戦時になって近代西洋式の軍制が導入された。この際に幕府側は主にフランス第二帝政の支援を、倒幕側は主にイギリス帝国の支援を受け、火器や軍艦を導入した。明治時代に大日本帝国となってからはドイツ帝国の軍制を取り入れた大日本帝国陸軍とイギリスを規範とした大日本帝国海軍の二つの軍隊が編成され、軍事技術や練兵がさらに近代化された。なお、陸軍においては刀剣、槍、銃剣、ナイフなどの鋭器や棍棒などの鈍器を用いた至近距離の戦闘を白兵戦と呼んだ。
（一方、江戸時代に入って武士が戦場から遠ざかり天下泰平の世になっていくにつれて、各種武芸は技術化が進んで諸流派が生み出されつつ内容を変えてゆき、弓術、剣術、柔術、砲術、兵学等の流派となっていわばスポーツに近い「たしなみ」として修練された。明治維新後近代になって兵学や砲術は滅び他も衰えたため、教育制度に活路を見出そうとしたが一旦は体育に向かないとされて取り入れられなかった。しかし日露戦争以後、技術ではなく心を養成するという教育的価値が評価され学校教育に取り入れられて武道となった。武道は占領期にGHQによって一時禁止されたが、独立後、現代武道として再開された。）

## 武芸各論
騎射（弓馬）の稽古法としては、騎射三物がある。

### 馬
馬が騎馬として軍陣に利用されるにつれて、戦闘様式や武芸の技法に変化が生まれた。天武天皇は武官に対して用兵・乗馬の訓練に関する発令をし、大宝律令と養老律令を通じて学制で騎兵隊が強調された。その後現れた武士にとっては「弓馬の道」と称せられた通り、騎馬が最重要の武芸であり、騎馬は武士（諸大夫と侍）と郎党にのみ許され、その後江戸時代に至っても、騎馬が許されるか、徒歩で戦場に出る身分かで士分の（もしくは士と卒の違いとして）上位か下位かが大きく分かれた。

### 弓
弓は古くから歩射があったが、騎馬の発達につれて騎射としても発達し、火器が武器として登場するまでは弓射中心の戦法の時代が長く続いた。「弓馬の道」の弓として、騎射も武士にとって最重要の武芸であった。歩射も騎射と平行して中世と近世を通じ、銃の登場後も中心武芸の一つとして行われた。

### 剣
上代の剣（つるぎ）とは、刀剣のうち両刃のものをさすが、まず青銅製のものが現れた。実用として使用されたのは古墳時代までと見られている。

### 刀
刀剣のうち片刃のものである刀は平安時代中期以後、直刀から彎刀へ移行し、操刀技法も変化、発達したとみられる。源平の時代には、彎刀一色となり、鋭利で強靭で軽量のものが作られた。

### 矛
矛は槍のような長柄武器であるが、柄との接合部は袋穂とよばれ、ここに柄を差し込む。戦闘法は逆の手に盾を持って使用したとみられる。最初青銅器の銅矛が出現し、後に鉄で生産されるようになった。

### 槍
槍の由来は、斉藤彦麿の『傍廂（かたびさし）』によれば、神代の矛である。『日本書紀』の中大兄皇子と中臣鎌足が蘇我入鹿を誅する記述中に既に「長槍」の語が現れている。

### 長巻
長巻は、ほぼ刀身と同じ長さの柄を持つ大太刀である。大太刀の柄を延長して取り回し易くした中巻きから発展したが、違いは、最初から茎を長く作ってあるのが長巻で、通常の茎の長さの大太刀の柄を延長して長くしたものが中巻とされる。

### 薙刀
薙刀は長い柄の先に反りのある刀身を装着した武具で、当初は「長刀」（なぎなた、ながなた）と呼ばれた。

### 組討
近世以前、戦場では敵将を倒し組み伏せて、鎧通しでその首をとることがなされたが、これを組討といい、組討は古代から角力（すもう）又は相撲として行われてきた。
古代の相撲では打つ、蹴るなどの方法もとられていたことが『古事記』や『日本書紀』の記述などから伺われる。
源平の時代や中世日本における合戦では正々堂々潔さが求められ、一騎討ち（一騎懸け）が行われていたが、この一騎討ちでは矢合わせ、打物（太刀）での斬りあいのあと組討に至るのが一般的であったという（『源平盛衰記』藤平実光）。『太平記』巻第九には設楽五郎左衛門尉と斎藤玄基翁の馬上組討が記されている。
足軽の出現等によりこの一騎討ちは廃れたが、その後も合戦において組討は重要な武芸であった（「甲冑の戦いは十度に六、七度組討に至ることは必定なり。」「往古の武士の相撲を修行せしことここにあるなり。」木村柳悦守直撲『角力取組伝書』延享二年）。
このように、弓・火器、槍、刀剣の間合いに続く格闘において、微力でもって剛強の人を組み伏せた時の形状などが集められ研究された。

### 船
水軍の登場する古い戦乱として、5世紀のことと考えられる吉備氏の乱などが知られる。
近世まで日本の船舶は和船であり、軍用の船舶も同じであった。船型埴輪は古代の和船の様子を表しており、古代に諸手船（もろたぶね）が軍事用に使われていた記録がある。大和政権の水軍は安曇氏や海人氏、津守氏などが担った。陸上の武士のように、平安時代後期（古代末期）には海上で活動する軍事勢力「海賊」が活躍するようになるが、専用に設計された軍船ではなく、漁船や商船を楯板で武装したものを使用した。本格的な軍船の登場は室町時代中期以降のことであり、安宅船などの軍船があった。

### 火器
原初的な火器として、火矢があった。
中華圏では、早くから黒色火薬が発明されて火薬を詰めた擲弾や原始的な手銃が使用されており、10世紀にはかなり普及した兵器だったが、火薬入りの火器が日本で使用されたのは、13世紀の元寇襲来の際に登場した”てつはう”が最初である。
その後、中国の江南や朝鮮との交易によって13から14世紀の日本にも黒色火薬の製法が伝来したと考えられている。伝承としては、楠木正成が篭城戦でてつはうを使ったとされているほか、応仁の乱では、細川氏の軍勢がてつはうや火箭（ロケットのこと）を使用したとの記述が残されている。また、太田道灌も江戸城築城の際に天然の硝石と思われる「燃土」を発見し、これを用いた狼煙や火箭といった火薬兵器を使用したと伝えられている。
続いて戦国時代に入ると、ヨーロッパ製の火縄銃が種子島に伝来し、国産化されて広く普及した。しかし、鉄の加工技術が鍛造中心だった日本では鋳造製の大砲を製造することが困難であったため、大砲の代替として焙烙火矢や焙烙玉と呼ばれた擲弾が使用され、江戸時代においても使用されている。

### 兵法
近世以前、軍事における戦略、戦術、戦闘（格闘も含む場合がある）について体系化したものを兵法といった。古代中国の孫子の兵法は日本国でも有名である。
例として、戦国時代の甲斐武田家の事跡を基として書かれた軍学書である『甲陽軍鑑』には、「武芸四門とは弓鉄砲兵法馬是れ四なり」とある。